# Ukraina Prawobrzeżna

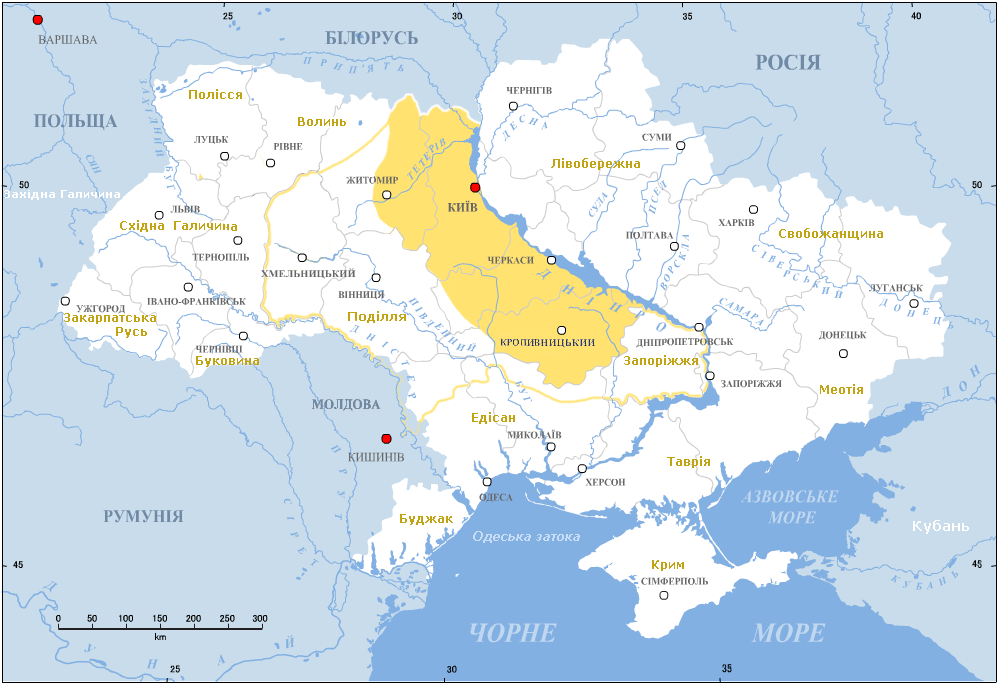
Przybliżone położenie Ukrainy Prawobrzeżnej na mapie dzisiejszej Ukrainy.

Ukraina Prawobrzeżna (Prawobrzeże) (ukr. Правобережна Україна) – kraina historyczna, część Ukrainy Naddnieprzańskiej położona na prawym (zachodnim) brzegu Dniepru.
Ukraina Prawobrzeżna graniczy z Wołyniem i Podolem na zachodzie, Polesiem na północy, Ukrainą Lewobrzeżną na wschodzie i Zaporożem na południu.
Wraz z Ukrainą Lewobrzeżną i Zaporożem współtworzy historyczny region Ukrainy.

## Historia
Termin Ukraina Prawobrzeżna pojawił się w dokumentach Rzeczypospolitej w II poł. XVII wieku. Po rozejmie andruszowskim 1667 Prawobrzeże (z wyjątkiem Kijowa i okolic, który miał wrócić do Rzeczypospolitej w roku 1669 – Rosja nie wykonała postanowień rozejmu w tym zakresie) pozostało przy Rzeczypospolitej, co zostało potwierdzone traktatem Grzymułtowskiego w 1686, w którym ostatecznie Rzeczpospolita scedowała na rzecz Carstwa Rosyjskiego Kijów z okręgiem.
Wskutek pokoju w Buczaczu Prawobrzeże zostało podzielone na dwie części: województwo bracławskie i południowa część województwa kijowskiego znajdowały się pod władzą hetmana Ukrainy Prawobrzeżnej Petra Doroszenki, jako wasala Imperium Osmańskiego, północna część pozostała przy Koronie.
Po traktacie w Bachczysaraju (1681) granica pomiędzy Carstwem Rosyjskim a Imperium Osmańskim została ustalona na Dnieprze (z tym że Kijów pozostawał we władaniu Rosji), a województwo bracławskie, południowa część województwa kijowskiego i województwo podolskie przeszły pod władanie Turcji.
Po wojnie polsko tureckiej i traktacie karłowickim (1699) turecka część Prawobrzeża powróciła w granice Rzeczypospolitej do II rozbioru (1793), kiedy to całe przeszło pod panowanie Imperium Rosyjskiego, pozostając w jego składzie do obalenia caratu.

## Polonica

Niektóre zabytki Ukrainy Prawobrzeżnej z czasów Rzeczypospolitej
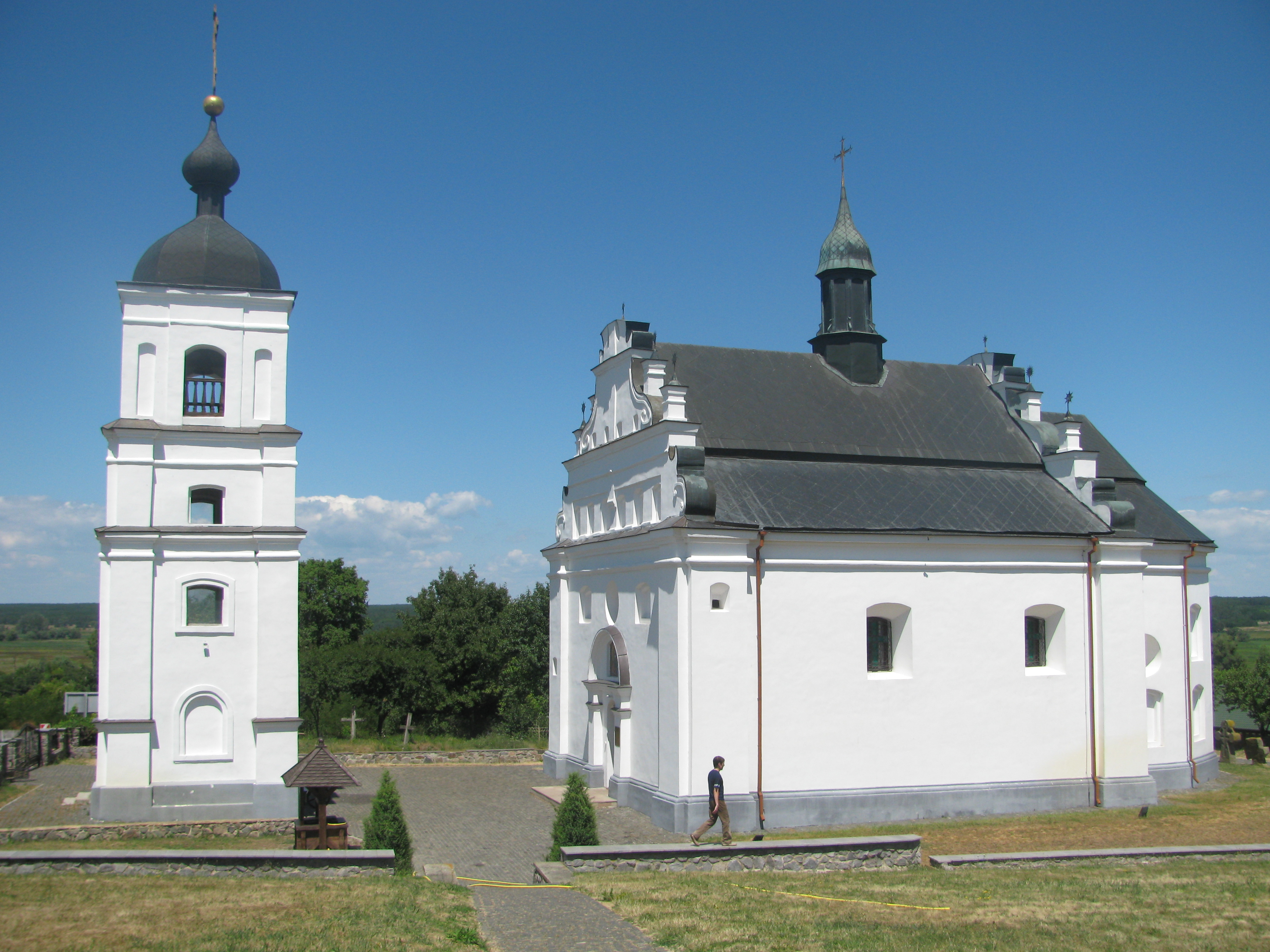
Cerkiew św. Eliasza w Subotowie
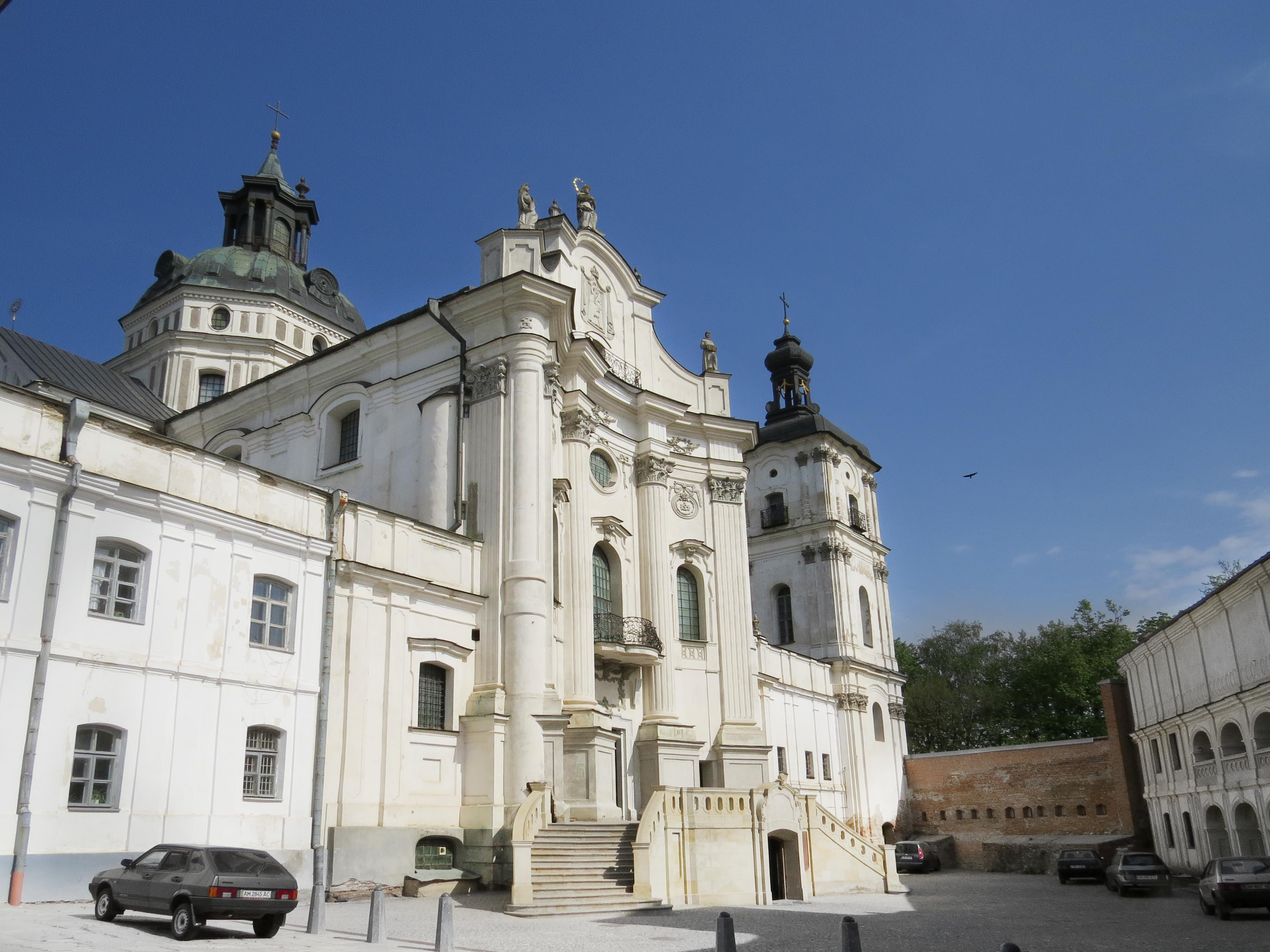
Kościół Niepokalanego Poczęcia NMP w Berdyczowie
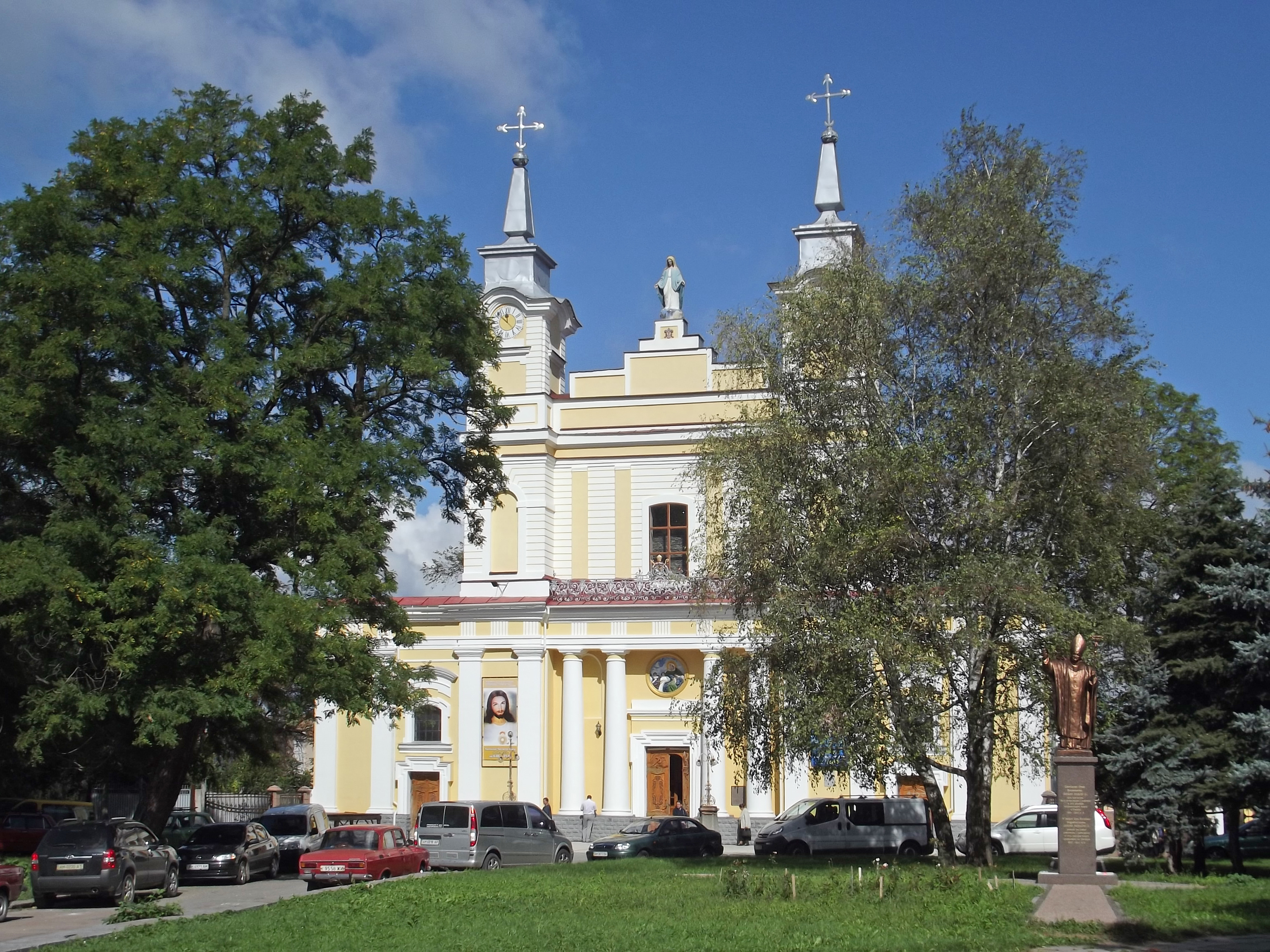
Katedra św. Zofii w Żytomierzu
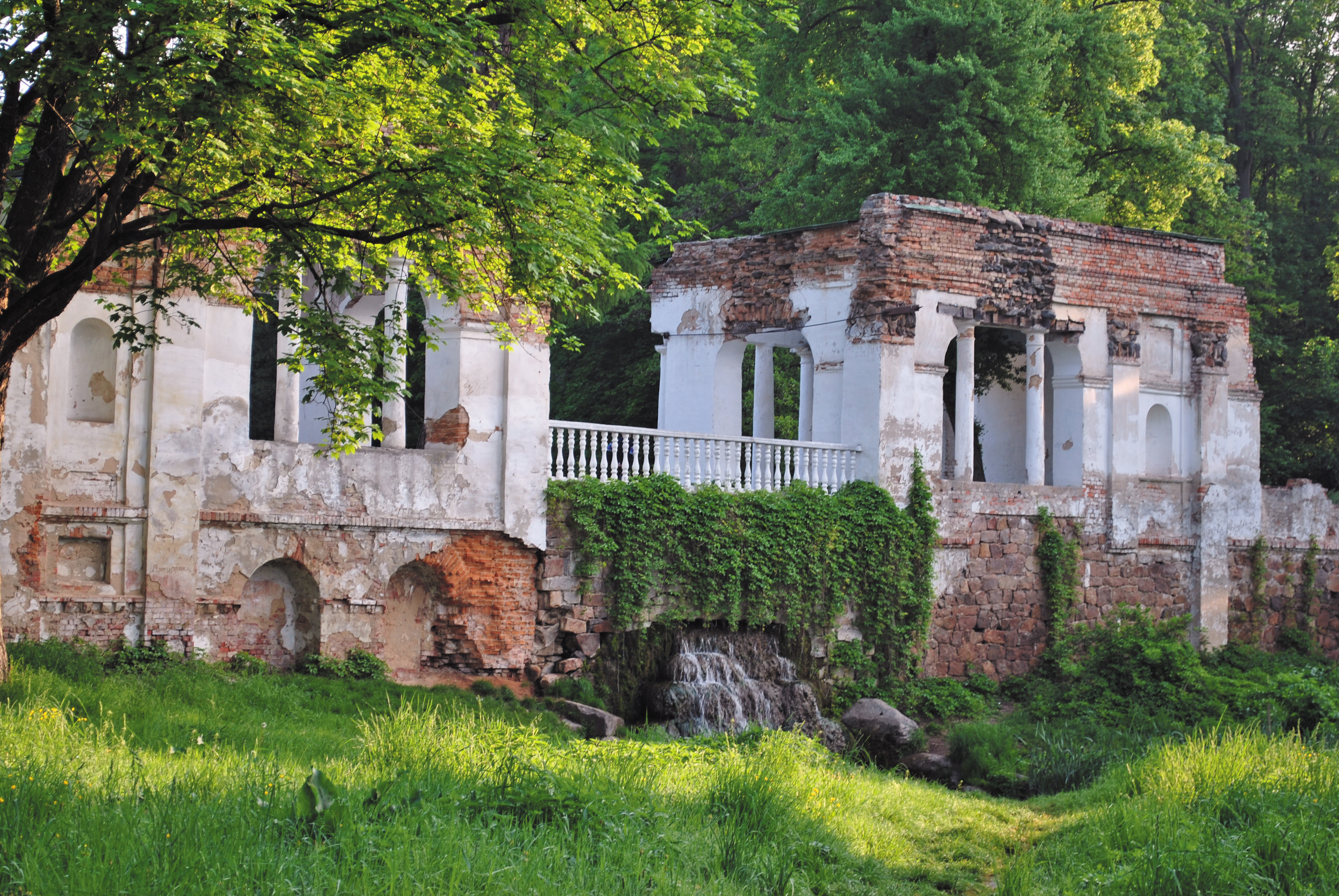
Ruiny pałacu Branickich w Aleksandrii
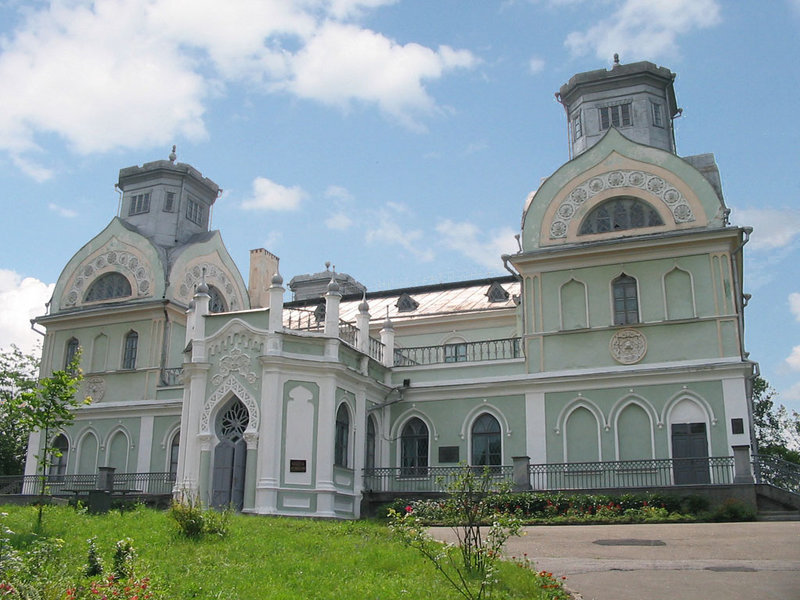
Pałac w Korsuniu (później przebudowany)

Rezydencje polskiego ziemiaństwa z okresu zaboru rosyjskiego 1793-1918
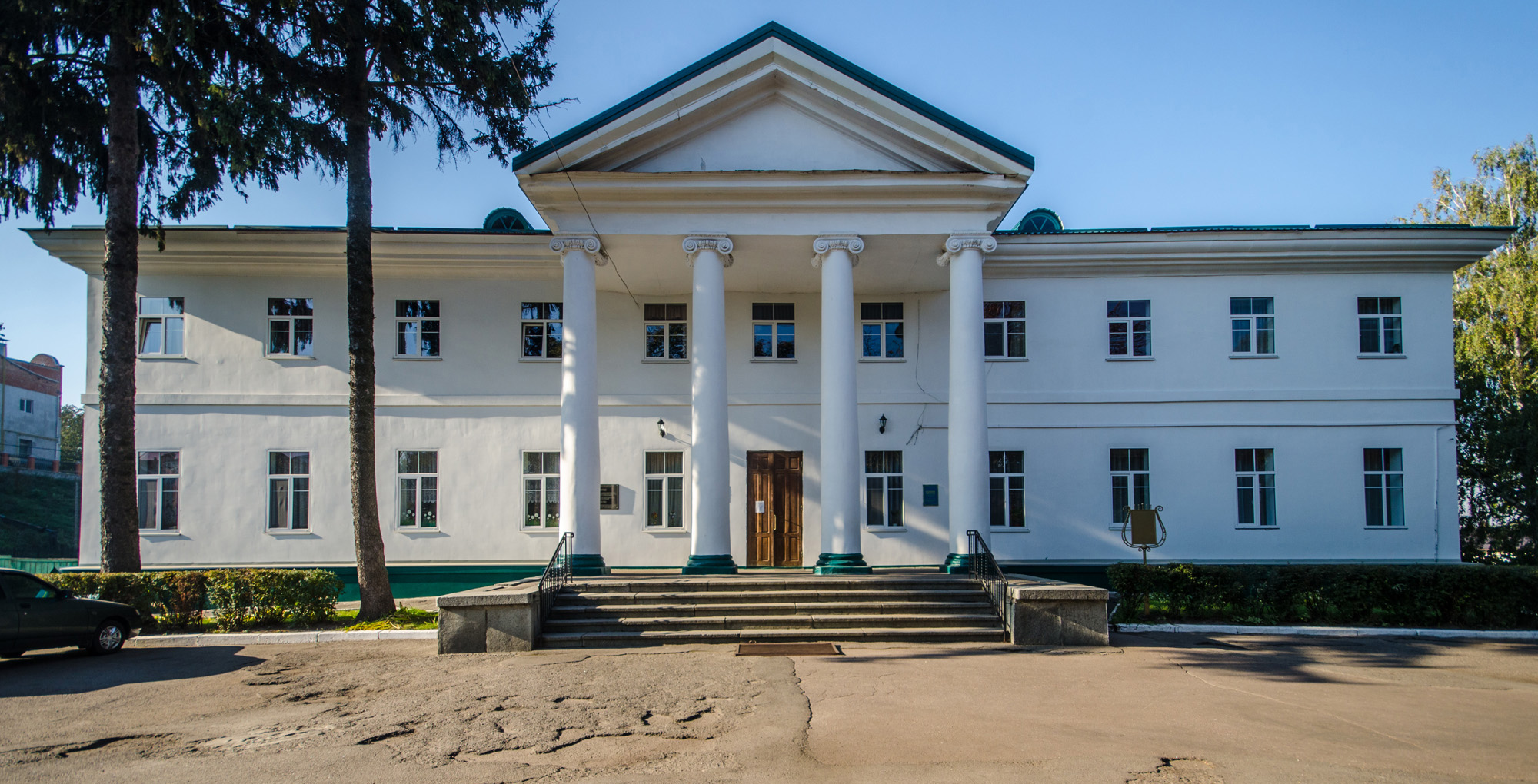
Pałac zimowy Branickich w Białej Cerkwi
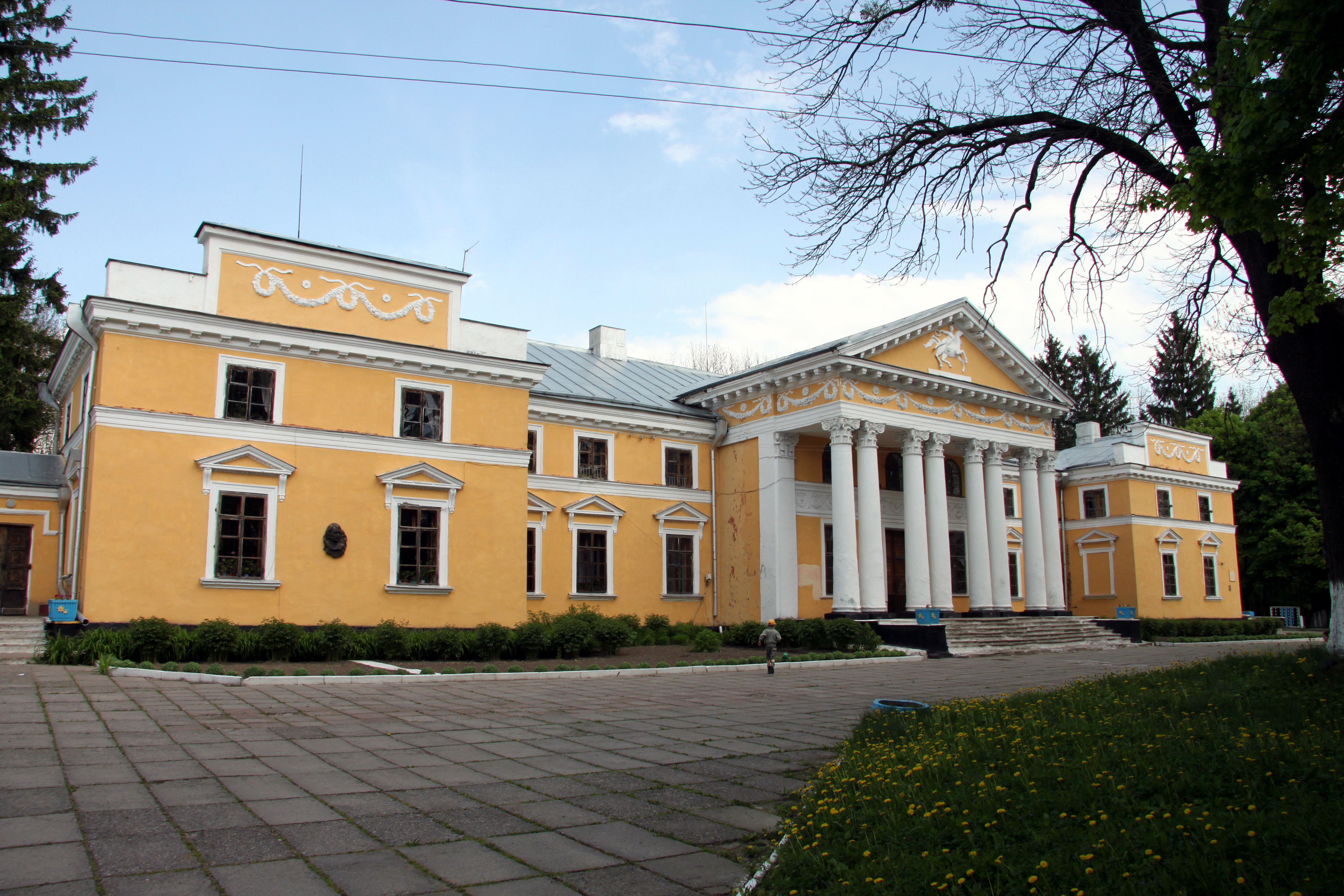
Pałac Hańskich w Wierzchowni
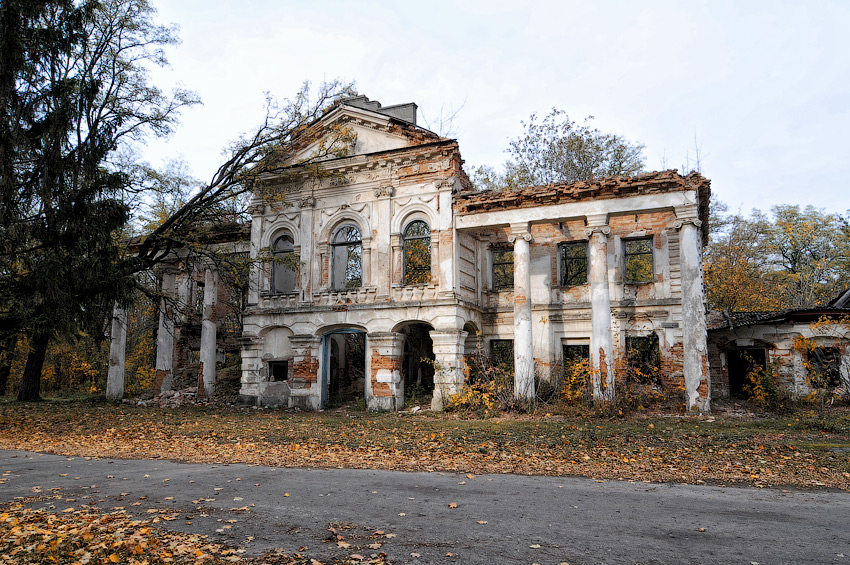
Ruiny pałacu Zaleskich w Rudym Siole
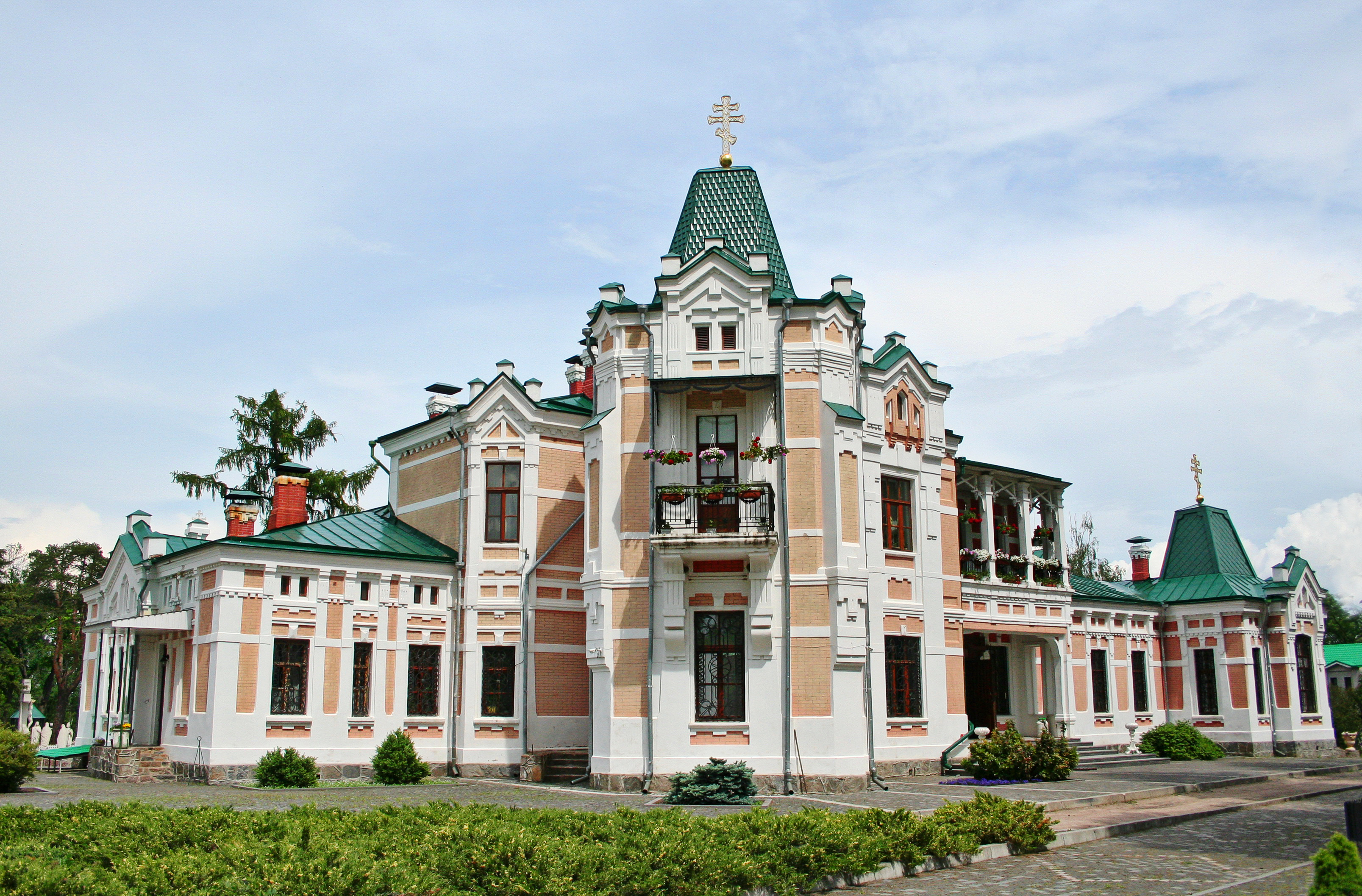
Dwór Chojeckich w Tomaszówce
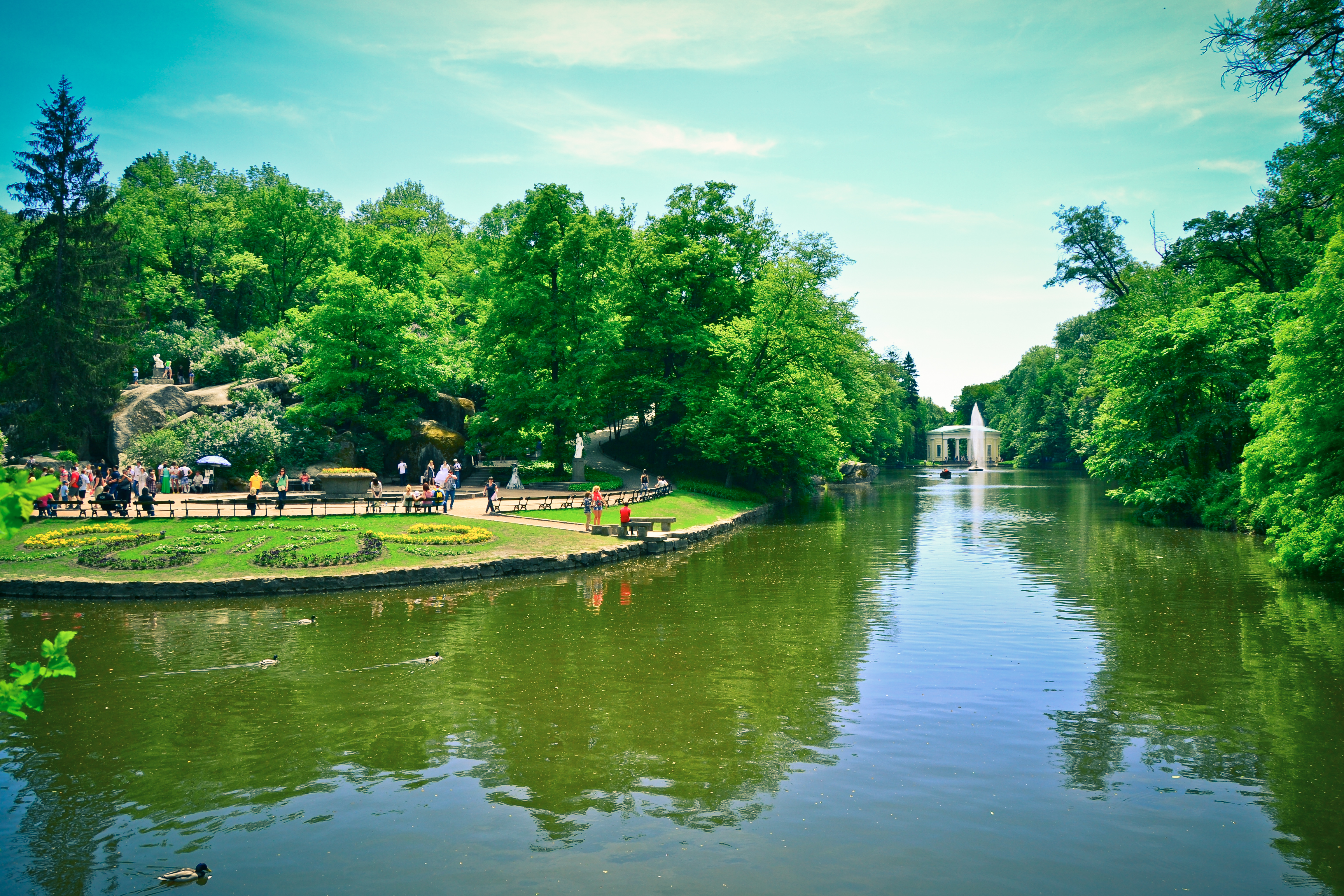
Park Zofiówka w Humaniu
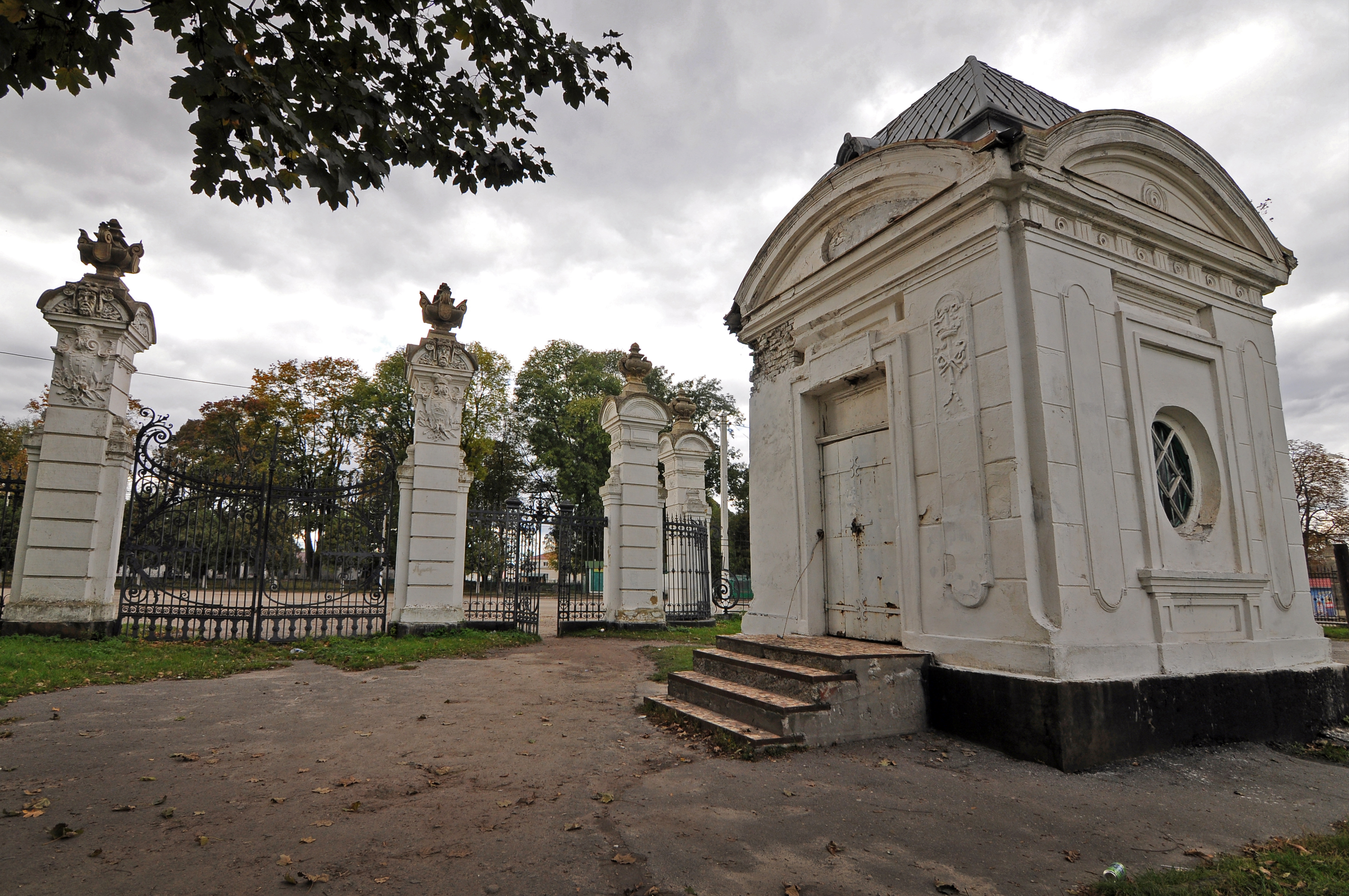
Brama nieistniejącego dziś pałacu Potockich w Antoninach

Polacy, urodzeni na Ukrainie Prawobrzeżnej
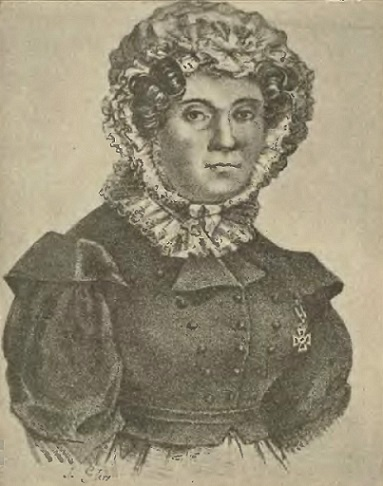
Joanna Żubr
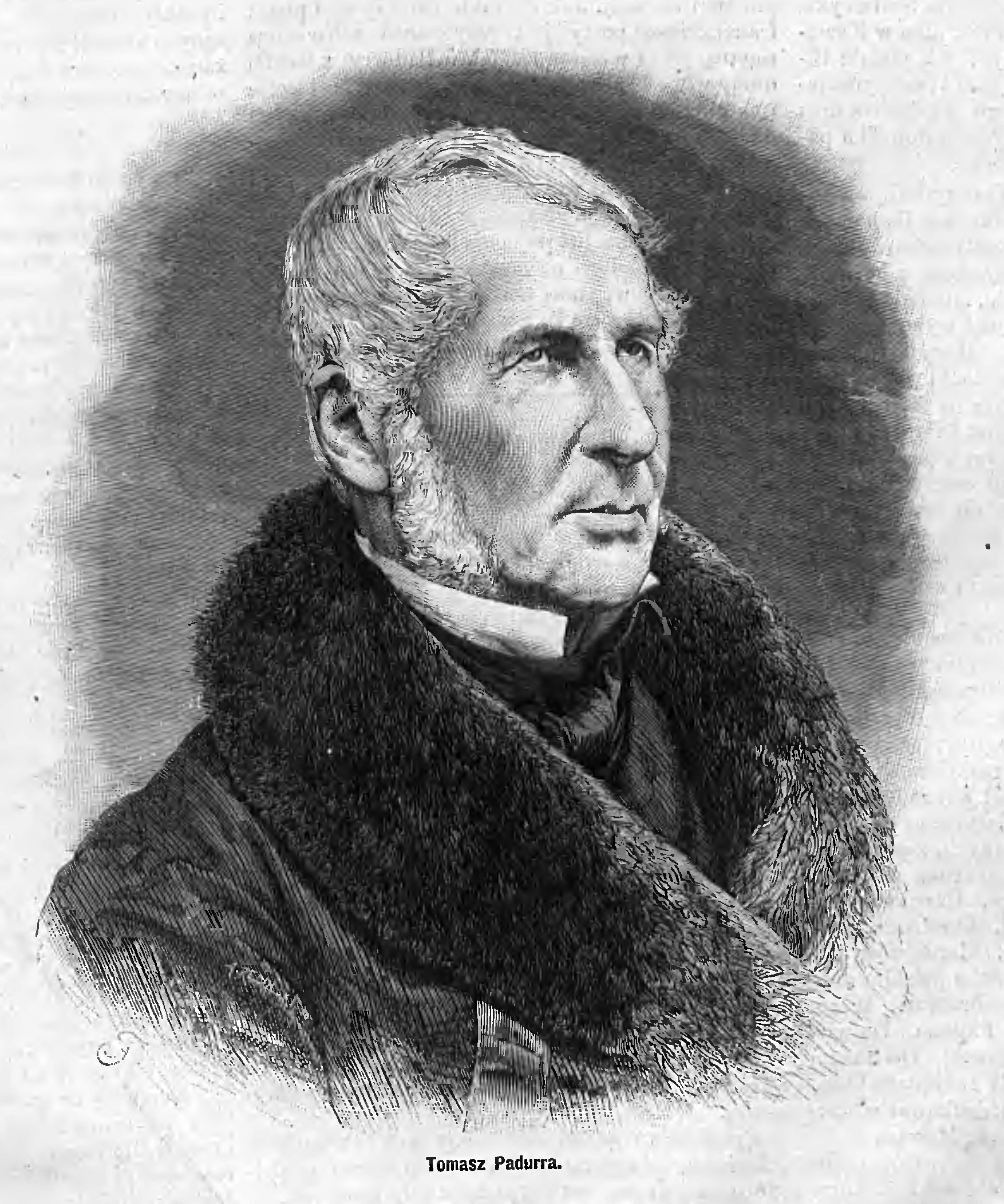
Tomasz Padura
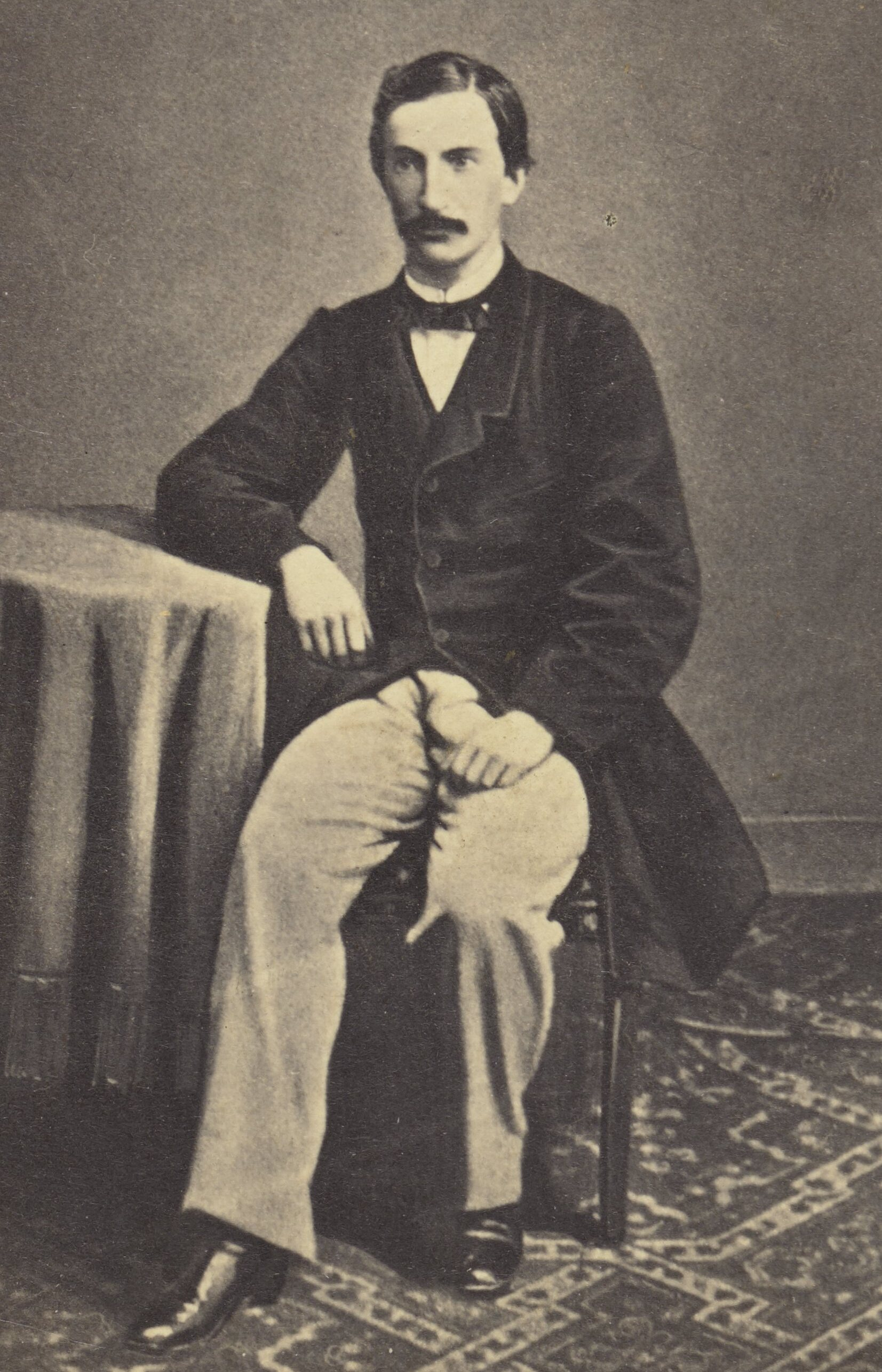
Stefan Bobrowski
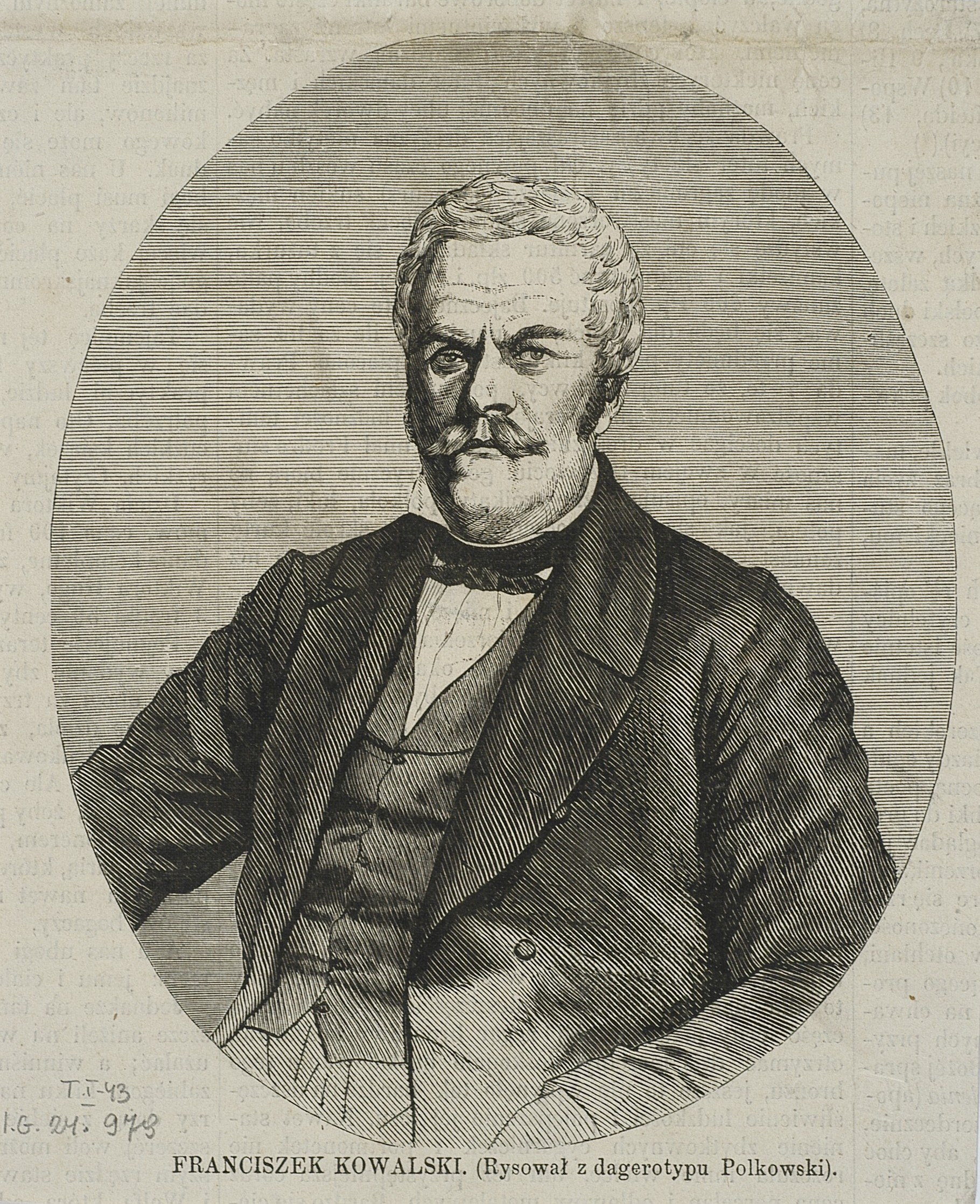
Franciszek Kowalski
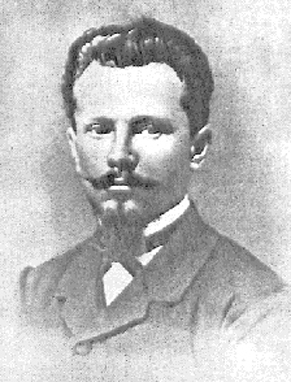
Jarosław Dąbrowski
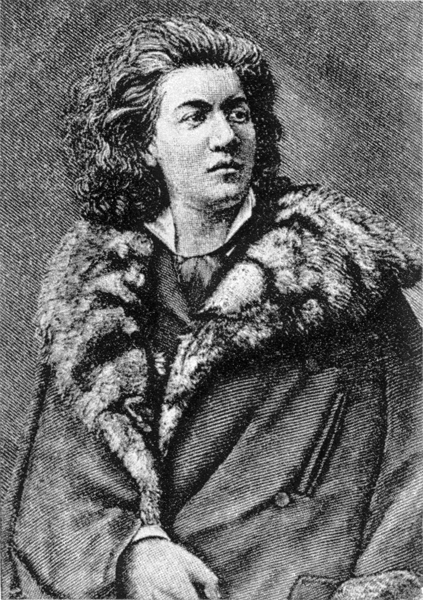
Juliusz Zarębski
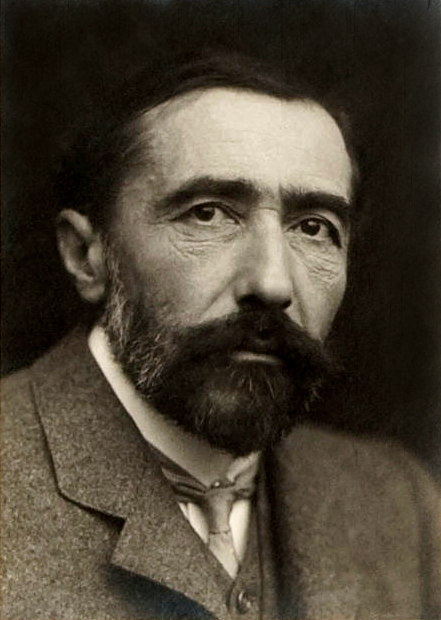
Józef Konrad Korzeniowski
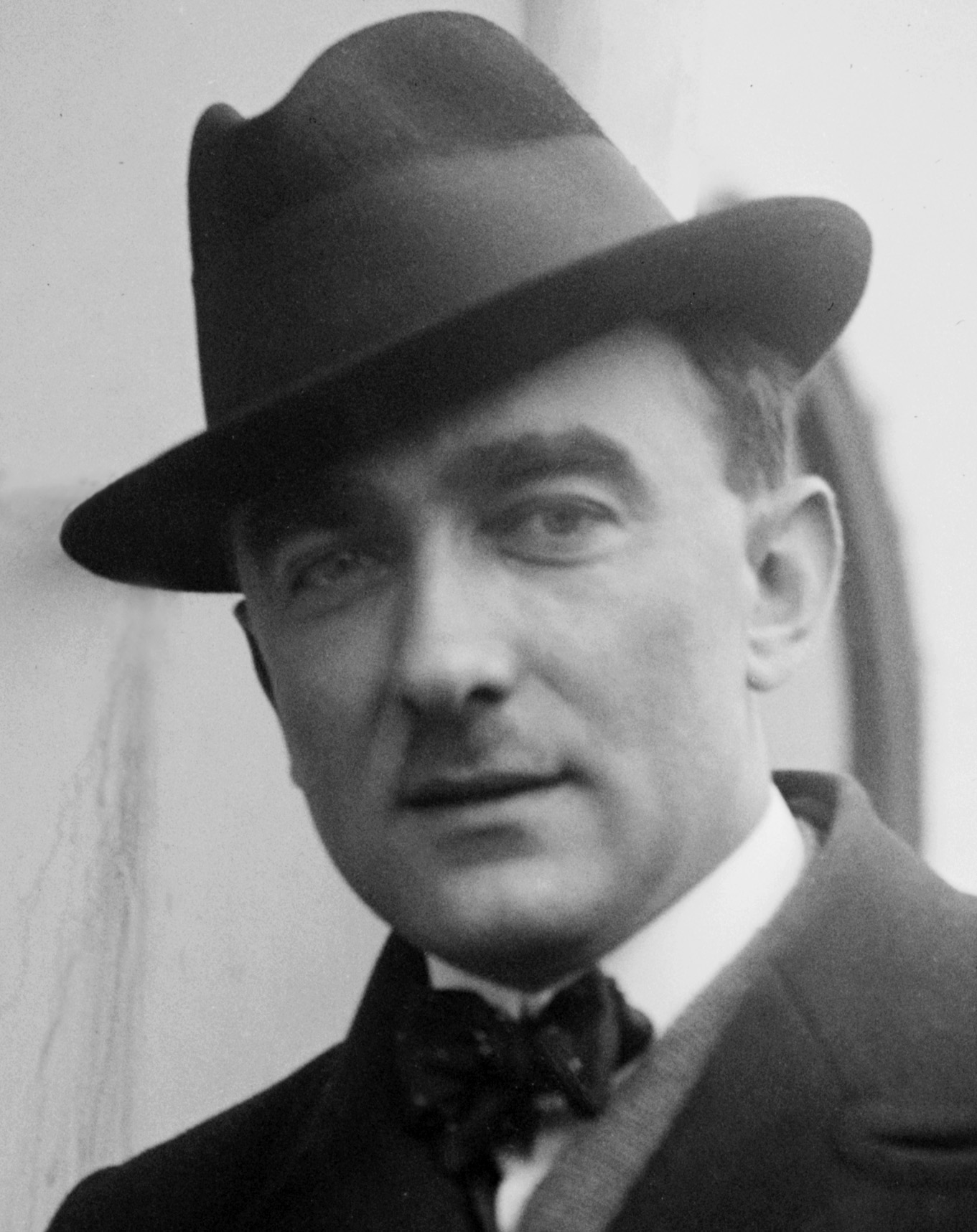
Karol Szymanowski